# Дубочани (Кључ)
Дубочани су насељено мјесто у Босни и Херцеговини, у општини Кључ, које административно припада Федерацији Босне и Херцеговине. Према попису становништва из 2013. у насељу је живјело 226 становника.

## Географија
Кроз Дубочане протиче река Сана.

## Историја
Након завршетка Рата у Босни и Херцеговини, Дубочани су се налазили у саставу Републике Српске, али су након споразума између Републике Српске и Федерације БиХ заједно са Велечевом припојени Федерацији, док је Копривна припала Републици Српској.

## Становништво
| Демографија | Демографија | Демографија |
| Година      | Становника  | Становника  |
| ----------- | ----------- | ----------- |
| 1961.       | 352         |             |
| 1971.       | 383         |             |
| 1981.       | 347         |             |
| 1991.       | 306         |             |
| 2013.       | 226         |             |